# آرامگاه معین‌الدین جوینی
آرامگاه معین الدین جوینی مربوط به دوره صفوی - دوره قاجار است و در شهرستان جوین، بخش مرکزی، روستای انداده واقع شده و این اثر در تاریخ ۱۶ شهریور ۱۳۸۳ با شمارهٔ ثبت ۱۱۱۲۷ به‌عنوان یکی از آثار ملی ایران به ثبت رسیده است.